# Јохан III Шведски
Јохан III Шведски или Јован III  (20. децембар 1537, Стегеборг - 17. новембар 1592, Стокхолм) је био шведски краљ (1568  —1592) из династије Васа. Био је син Густава Васе  и његове друге супруге Маргарет Лејонхуфвуд.
Године 1568. године с престола у Шведској је збацио свог полубрата Ерика XIV. У време је његове владавине постојало једно политичко питање, које се тицало не само Шведске, већ и свих суседних земаља и које је доста допринело ступању Швеђана на широко поприште опште европске политике. То је било питање о господарству над Балтичким морем, које је при крају средњег века постало од великог трговачког значаја. Шведска је тада јавно испољила своју намеру да ово море учини својим језером, тј. да по могућности завлада свим његовим обалама. Да би постигла то, потребно јој је било ратовати са свим народима, који су живели око тог мора .
Наставио је Ливонски рат који је почео његов претходник. Земља водила рат у савезу са Државном заједницом Пољске и Литваније, против Руског царства и Данске-Норвешке. На почетку је претрпео неколико пораза, али је на крају успео да порази Русе и освоји руске градове Јам, Копорје и Корелу, које му је Русија уступила миром , за који је посредовао папа , године 1583. заједно са Естонијом. Руси су касније успели да му отму градове Ивангород, Јам, Орјешек и Корелу .
Покушавао је да измири Католичку и Лутеранску цркву у Шведској.
Године 1586. успео је да свог сина Сигисмунда, који је био васпитан језуитски, доведе на пољско-литвански престо .
Умро је 17. новембра 1592. године у Стокхолму и на престолу га је наследио син Сигисмунд III Васа.

## Породично стабло
|  |                         |  |  |  |  |  |  |  |  |  |  |  |  |  |  |  |
|  | 2. Густав Васа          |  |  |  |  |  |  |  |  |  |  |  |  |  |  |  |
|  |                         |  |  |  |  |  |  |  |  |  |  |  |  |  |  |  |
|  |                         |  |  |  |  |  |  |  |  |  |  |  |  |  |  |  |
|  | 1. Јохан III Шведски    |  |  |  |  |  |  |  |  |  |  |  |  |  |  |  |
|  |                         |  |  |  |  |  |  |  |  |  |  |  |  |  |  |  |
|  |                         |  |  |  |  |  |  |  |  |  |  |  |  |  |  |  |
|  | 3. Маргарет Лејонхуфвуд |  |  |  |  |  |  |  |  |  |  |  |  |  |  |  |
|  |                         |  |  |  |  |  |  |  |  |  |  |  |  |  |  |  |
|  |                         |  |  |  |  |  |  |  |  |  |  |  |  |  |  |  |